# Eldarion
Eldarion Telcontar izmišljei je lik J. R. R. Tolkienova Međuzemlja. Jedini je sin Arwenin i Aragornov, rođen vjerojatno oko tridesete godine Četvrtog doba. Nakon očeve smrti postao je drugi Veliki kralj Ponovo Ujedinjenog Kraljevstva Gondora i Arnora. Također je postao kraljem preostalih vilenjačkih zemalja Međuzemlja.
"Eldarion" znači "Sin Eldara" ili "Sin Vilenjaka". Zabilježeno je da je imao najmanje dvije sestre.
Eldarion je potomak nekoliko kraljevskih vilenjačkih i edainskih kuća. Praunuk je Elrondov, a preko bake Celebrían, pra-praunuk Galadrielin. Pra-praunuk je Eärendila Moreplovca (Eldarion je Eärendilov potomak sa strane obaju roditelja i u njemu se ponovno ujedinjuju dvije geneološke linije poluvilenjaka), preko svoje majke poluvilenjakinje Arwen; nećak je poluvilenjačkih gospodara Eladana i Elrohira. Preko očeve strane potomak je velikih Kraljeva Westernesse.

## KraljevanjePonovo Ujedinjenim Kraljevstvom
Aragorn u razgovoru s Arwen za Eldariona kaže da je: "...zreo da bude kralj." Na posmrtnoj postelji Aragorn je sinu predao krilatu krunu Gondora, žezlo Arnora i Andúril nakon čega svojevoljno, poput kraljeva iz davnine, umire i prepušta vlast Eldarionu.
Tijekom Eldarionovog vladanja, Findegil kraljevski pisar godine 172. Četvrtog doba, dovršio je Thainovu knjigu, najdovršeniji prijepis Crvene knjige Zapadne marke u kojoj su Bilbo Baggins, Frodo Baggins i Samwise Gamgee zabilježili svoje doživljaje.  U okviru Tolkiiena djela, Thainova knjiga primarni je izvor knjiga nama poznatih pod naslovima Gospodar prstenova i Hobit (roman). Prijepis koji je načinio Findegil stigao je u Shire gdje su ga čuvali glavari Plemena Took, Thaini Shirea, u Velikim Smijalima.
U filmu Petera Jacksona Gospodar prstenova: Povratak kralja, Elrond nagovara Arwen da zauvijek ostavi Međuzemlje i Aragorna i otplovi na Zapad. Dok je neodlučna putovala prema Sivim lukama, doživjela je proročansku viziju malenog Eldariona (iako se Eldarion poimence spominje tek u odjavnoj špici) koja je uvjeri da ostane. Ovo je odstupanje od događaja u knjizi.
Neko vrijeme Tolkien je razmišljao napisati nastavak Gospodara prstenova, koji bi se zvao Nova sjena, koji bi se događao za vrijeme Eldarionova kraljevanja u kojem bi se Eldarion bavio svojim ljudima koji se okreću zlu. Tolkien je kasnije napustio uvu zamisao. U pismu iz 1972. godine u vezi s ovim, Tolkien spominje da bi Eldarionovo kraljevanje trajalo oko 100 godina nakon Aragornove smrti.